# 1087

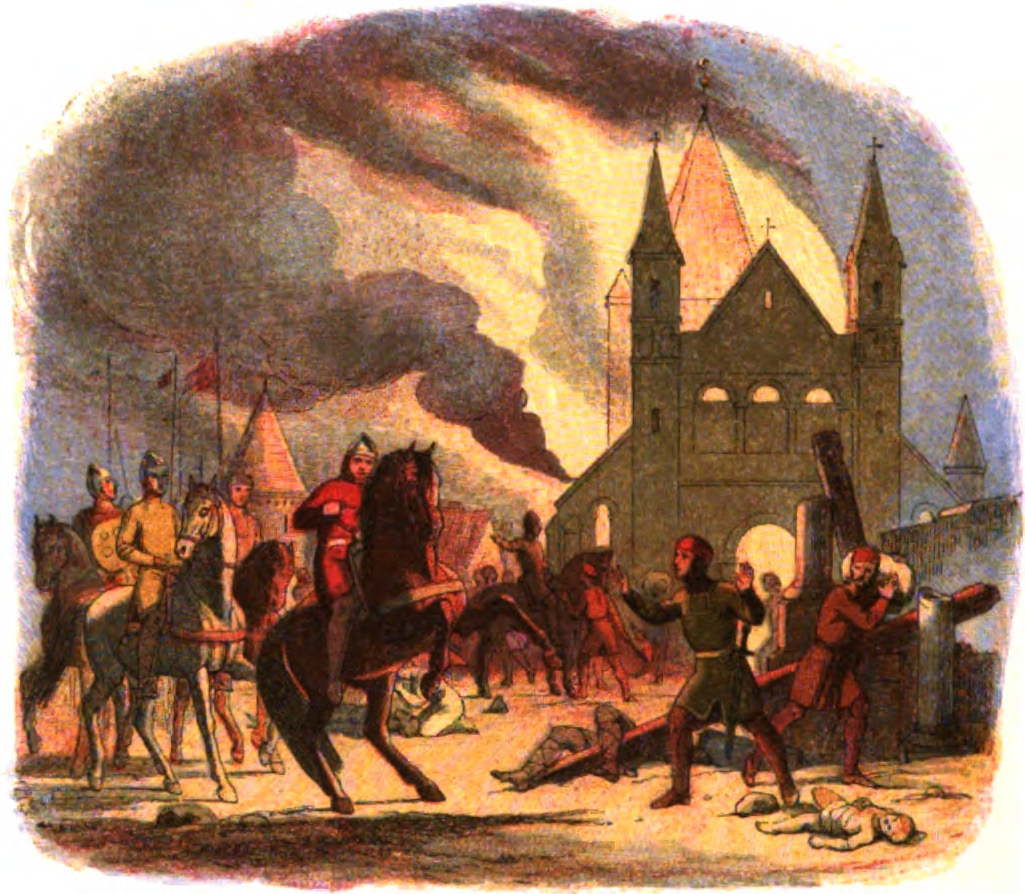
Willem de Veroveraar raakt dodelijk gewond bij een val van zijn paard

Het jaar 1087 is het 87e jaar in de 11e eeuw volgens de christelijke jaartelling.

## Gebeurtenissen
januari
- 5 - De Japanse keizer Shirakawa doet afstand van de troon, maar teruggetrokken in een klooster blijft hij actief en neemt de feitelijke macht in handen. Begin van het insei-systeem.

mei
- 9 - De relieken van Sint Nicolaas, na de verovering door de Seltsjoeken door Italiaanse kooplieden gestolen uit Myra, worden naar Bari overgebracht. Ze worden voorlopig bijgezet in de kerk van Sint Stefanus, in afwachting van de Sint-Nicolaasbasiliek, die zal worden gebouwd om de relikwieën te bewaren.

zonder datum
- De Petsjenegen onder Tzelgou vallen gesteund door de verdreven Hongaarse koning Salomo met 80.000 man het Byzantijnse Rijk binnen. Zij worden echter verslagen en teruggedreven naar Donau.
- De Seltsjoeken veroveren Edessa
- De Pisanen en de Genuezen vallen met succes Tunesië aan en bevrijden een groot aantal christelijke gevangenen.
- Toledo wordt de residentie van de koningen van Castilië en de kerkelijke hoofdstad van Spanje.
- Keizer Hendrik IV benoemt zijn zoon Koenraad tot medekoning van Duitsland.
- Voor het eerst vermeld: Dendermonde, Menen

## Opvolging
- Almoraviden - Abu Bakr ibn Umar opgevolgd door zijn neef Yusuf ibn Tashfin
- Angoulême - Fulco opgevolgd door zijn zoon Willem V (of 1089)
- Bourgondië en graafschap Mâcon - Willem I opgevolgd door zijn zoon Reinoud II
- Engeland - Willem de Veroveraar opgevolgd door zijn zoon Willem Rufus
- Japan - Shirakawa opgevolgd door zijn zoon Horikawa
- Montfort - Simon I opgevolgd door zijn zoon Amalrik II
- Moravië-Olomouc - Otto I opgevolgd door zijn zoons Otto II en Svatopluk
- Noordmark - Hendrik I opgevolgd door zijn broer Udo II
- Normandië - Willem de Veroveraar opgevolgd door zijn zoon Robert Curthose

## Geboren
- 13 september - Johannes II Komnenos, keizer van Byzantium (1118-1143)

## Overleden
- 4 september - Otto I, hertog van Moravië-Brno (1054-1061) en Moravië-Olomouc (1061-1087)
- 9 september - Willem de Veroveraar (~59), hertog van Normandië (1035-1087) en koning van Engeland (1066-1087)
- 16 september - Victor III (~60), paus (1086-1087)
- 25 september - Simon I, heer van Montfort
- 27 december - Bertha van Savoye, echtgenote van keizer Hendrik IV
- Abu Bakr ibn Umar, emir van de Almoraviden (1059-1087)
- Arnold van Soissons (~47), bisschop van Soissons (1081-1084) en kloosterstichter
- Dobrognewa van Kiev, echtgenote van Casimir I van Polen
- Eremburga van Mortain, echtgenote van Rogier I van Sicilië
- Hendrik I van Stade, markgraaf van de Noordmark (1082-1087)
- Salomo, koning van Hongarije (1063-1074)
- Willem I (~67), graaf van Bourgondië en Mâcon
- Fulco, graaf van Angoulême (1047-1087) (of 1089)
- Philaretos Brachamios, tegenkeizer van Byzantium (1071-1078) en hertog van Antiochië (1078-1087) (jaartal bij benadering)
- Blot-Sven, koning van Zweden (jaartal bij benadering)